# Ханеман I фон Цвайбрюкен-Бич
Ханеман (Йоханес) I фон Цвайбрюкен-Бич (на немски: Hanemann (Johannes) I von Zweibrucken-Bitsch; * ок. 1330 в Бич, Франция; † между 11 септември 1399 и 10 април 1400) от род Валрамиди е граф на Графство Цвайбрюкен-Бич (1355 – 1400).

## Произход
Той е син на граф Симон I фон Цвайбрюкен-Бич († 1355) и третата му съпруга Агнес фон Лихтенберг († 1378), дъщеря на Йохан II фон Лихтенберг († 1366) и Йохана фон Лайнинген († 1346). Внук е на граф Еберхард I фон Цвайбрюкен († 1321) и Агнес фон Саарбрюкен-Комерси († сл. 1304).
Брат е на Хайнрих († сл. 1406), господар на Херенщайн († сл. 1406), Еберхард († сл. 1398), архдякон в Страсбург, Фридрих I († 1406), граф на Цвайбрюкен, и Симон II (III) Векер († 1401), граф на Цвайбрюкен-Бич.
Ханеман I управлява Цвайбрюкен-Бич до 1401 г. заедно с брат си Симон II (III) Векер и сам след неговата смърт.

## Фамилия
Първи брак: на 11 септември 1350 г. с Елза фон Зирк († пр. 25 януари 1370), дъщеря на Арнолд IV 'Стари' фон Зирк, бургграф на Шауенбург († 1323) и Йоханета фон Варсберг († сл. 1359). Бракът е бездетен.
Втори брак: на 25 януари 1370/19 март 1375 г. с Елизабет фон Лайнинген (* ок. 1353; † 19 март 1375/28 април 1385), дъщеря на граф Фридрих VIII фон Лайнинген († 1397) и Йоланта фон Юлих-Бергхайм († 1387). Те имат децата:
- Ханеман (Йоханес) II († ок. 1418), граф на Цвайбрюкен-Бич (1400 – 1418) заедно с брат си Симон IV до 1407 г.; женен на 21 юли 1409 г. за Имагина фон Йотинген († 8 септември 1450), дъщеря на граф Фридрих III фон Йотинген († 1423) и втората му съпруга херцогиня Еуфемия фон Силезия-Мюнстерберг († 1447)
- Агнес фон Цвайбрюкен († сл. 1384), омъжена за граф Йохан III фон Финстинген-Бракенкопф-Фалкенщайн († сл. 1443)
- Елизабет фон Цвайбрюкен († сл. 1412), омъжена пр. 12 януари 1405 г. за Фридрих фон Оксенщайн († 17 октомври 1411)
- Симон Векер IV (III/V) († 19 февруари 1406/25 януари 1407), заедно с брат си Ханеман II граф на Цвайбрюкен-Бич (1400 – 1407), женен между 24 март 1396 и 1 април 1397 г. за Хилдегард фон Лихтенберг († сл. 1436), дъщеря наследничка на Хайнрих IV фон Лихтенберг († 1393) и Аделхайд фон Велденц-Геролдсек († 1411)
- Фридрих фон Цвайбрюкен († сл. 1419), катедрален кантор в Страсбург

Трети брак: пр. 28 април 1385 г. с Маргарета фон Финстинген († сл. 1407/ок. 1444), дъщеря на Буркард I фон Финстинген-Бракенкопф-Шьонекен († 1377) и втората му съпруга Бланшефлор фон Фалкенщайн († сл. 1379). Бракът е бездетен.